# Viktor Karlovič Knorre
Viktor Karlovič Knorre (Mykolaïv, 4 ottobre 1840 – Lichterfelde, 25 agosto 1919) è stato un astronomo russo, di origini tedesche.
| 158 Koronis     | 4 gennaio 1876  |
| 215 Oenone      | 7 aprile 1880   |
| 238 Hypatia     | 1º luglio 1884  |
| 271 Penthesilea | 13 ottobre 1887 |

Terzo di una dinastia di astronomi, figlio di Karl Friedrich Knorre e nipote di Ernst Friedrich Knorre, si trasferì a Berlino nel 1862 per studiare astronomia con Wilhelm Julius Foerster. Dal 1867 lavorò all'Osservatorio di Pulkovo e dal 1871 all'Osservatorio di Berlino. Nel 1892 divenne professore all'Università Humboldt di Berlino.
Il Minor Planet Center gli accredita la scoperta di quattro asteroidi, effettuate tra il 1876 e il 1887.
Tra il 1908 e il 1911, ideò una variante migliorativa della montatura equatoriale poi definita montatura di Knorre-Heele.
Appassionato giocatore di scacchi, la variante C59 con cavallo in f3 alla nona mossa dell'apertura difesa dei 2 cavalli e la variante C80 con cavallo in c3 alla sesta mossa della partita spagnola sono chiamate in suo onore varianti Knorre. 
Gli è stato dedicato l'asteroide 14339 Knorre.